# Carlos Lopes
Carlos Alberto de Sousa Lopes, född 18 februari 1947 i Viseu, Portugal, är en portugisisk långdistanslöpare. 1984 vann han maraton vid OS i Los Angeles och blev därmed Portugals första olympiasegrare.
Hans genombrott kom vid OS i Montréal 1976 då han tog OS-silver på 10 000 meter bakom den regerande olympiamästaren Lasse Virén. Lopes ledde länge loppet och bestämde tempot. 450 före mål tappade han ledningen. 1984 ställde han upp i maraton och vann OS-guld på ny rekordtid i olympiska sammanhang.